# Paul Jahren
Paul Oscar Jahren (ur. 17 stycznia 1895 w Oslo, zm. 6 września 1963 tamże) – norweski zapaśnik walczący w stylu klasycznym. Olimpijczyk z Paryża 1924, gdzie zajął piętnaste miejsce w wadze średniej do 75 kg.

## Letnie Igrzyska Olimpijskie 1924
| Konkurencja                  | Runda grupowa          | Runda grupowa        | Runda grupowa             | Klas. końcowa |
| Konkurencja                  | Przeciwnik I           | Przeciwnik II        | Przeciwnik III            | Miejsce       |
| ---------------------------- | ---------------------- | -------------------- | ------------------------- | ------------- |
| styl klasyczny, waga średnia | Amadeo Gorgano (ITA) W | Sándor Kónyi (HUN) P | Giuseppe Gorletti (ITA) P | 15. miejsce   |